# Mahō Shōjo Ikusei Keikaku
Mahō Shōjo Ikusei Keikaku (魔法少女育成計画 lit. Proyecto de crianza de chicas mágicas?) es una serie de novelas ligeras escritas por Asari Endō e ilustradas por Maruino. Takarajimasha ha publicado 11 volúmenes desde 2012 bajo su imprenta Kono Light Novel ga Sugoi! Bunko. Una adaptación a manga con arte de Pochi Edoya fue serializada en la revista Monthly Comp Ace de Kadokawa Shoten entre el 26 de septiembre de 2014 y el 26 de octubre de 2015 y ha sido compilado en dos volúmenes tankōbon. Una secuela del manga, adaptando el arco restart, comenzó a publicarse en la edición de junio de 2016 de Monthly Comp Ace, ha sido compilado en un volumen tankōbon. Un manga spin-off con historia original ilustrado por Ryota Yuzuki comenzó a publicarse en Kono Manga ga Sugoi! WEB el 29 de agosto de 2016, ha sido compilado en 1 volumen tankōbon. Una adaptación a serie de anime, hecha por Lerche, se emitió desde el 1 de octubre al 17 de diciembre de 2016. Se ha anunciado una segunda temporada que adapta la novela ligera Restart.

## Argumento

### Arco Unmarked
Un juego popular conocido como el Proyecto de Crianza de Chicas Mágicas tiene la habilidad de darles a los jugadores una oportunidad de 1 en 10000 de convertirse en una verdadera Chica Mágica. Estas Chicas Mágicas poseen poderes únicos dados a cada una y se espera que ayuden y protejan a la gente. Sin embargo, en un punto, la administración decidió que 16 Chicas Mágicas en una ciudad es demasiado, decidiendo cortar la población de las Chicas Mágicas a la mitad. La regla rápidamente se vuelve retorcida ya que las 16 chicas se ven involucradas en una batalla de supervivencia unas contra otras.

### Arco Restart
Un año después del Proyecto de Fav y Cranberry, un nuevo Proyecto ha sido iniciado, 16 Chicas Mágicas con un pasado en común han sido atrapadas en un mundo RPG y son forzadas a enfrentarse unas a otras para sobrevivir. El objetivo es simple: vencer al Rey Demonio; la tarea puede ser difícil, pero en este nuevo Proyecto, no todo es lo que parece.

## Personajes

### Personajes recurrentes
Snow White / Koyuki Himekawa (スノーホワイト / 姫河 小雪 Sunou Howaito / Himekawa Koyuki)
Seiyū: Nao Tōyama
Koyuki es una muchacha de segundo grado de secundaria que siempre ha sido muy admiradora de las Chicas Mágicas y al recibir la invitación de Fav no se niega. Es amable y se esfuerza en ser una buena Chica Mágica, pues cree que las verdaderas Chicas Mágicas son puras, bellas y honestas. Al transformarse en Snow White, su cabello cambia a ser color rosado y su traje es blanco con temática de flores. Es amiga de la infancia de Sōta, y este era el único con quien podía compartir su gusto por las Chicas Mágicas.
Es la ganadora del Proyecto, siendo considerada la Chica Mágica ideal decidiendo abandonar su hogar para resolver problemas por todo el mundo y ayudar a la gente pero ignorando las peticiones del mundo mágico, aun así debido a las pérdidas de sus amigas decide entrenar con Ripple para mejorar sus habilidades de combate y no volver a ser inútil.
En el arco restart Snow White ha dejado de ser la Chica Mágica ideal, y no tiene ningún remordimiento al atacar a cualquier Chica Mágica que amenace la vida de la gente, siendo ahora conocida como la "Cazadora de Chicas Mágicas" por su constante búsqueda de Chicas Mágicas renegadas. Aparece tratando de detener el nuevo Proyecto realizado por Keek.
Su habilidad es la de escuchar los pensamientos de aquellos que estén en peligro o necesiten ayuda; sin embargo, debido a que su habilidad no podía ser usada para fines ofensivos, además de no tener aptitudes de combate, era la chica mágica más débil del Proyecto por lo que era un objetivo fácil. Aun así se abstuvo de matar o tratar de lastimar a otros. En el arco restart su habilidad ha mejorado debido a su entrenamiento, permitiéndole leer la mente de la gente a base de miedo. Desde la muerte de Swim Swim, siempre carga su arma consigo.
Ripple / Kano Sazanami (リップル / 細波 華乃 Rippuru / Sazanami Kano)
Seiyū: Manami Numakura
Kano es una chica que se muestra fría y retraída sin embargo puede ser muy violenta y agresiva, es estudiante de segundo de preparatoria y vive sola por motivos familiares; detesta a su madre por tener tantas parejas y darle mala fama a su familia, además de que su novio la acosaba sexualmente pero cuando kano se convierte una chica marimacho apartándose de él y culpándose a su madre por
de después kano lo rechazan esto. Su transformación es Ripple, que tiene una vestimenta de ninja, teniendo una bufanda roja larga, una coleta sostenida por una estrella ninja y calza geta. Su habilidad es tener una puntería del 100% de probabilidad para alcanzar su objetivo, no solo funciona con sus shuriken sino con cualquier objeto, aunque no significa que el objeto lanzado no pueda ser obstruido. Al principio no quería ser una Chica Mágica pero después de conocer a Snow White empieza a desear serlo y ayudar a otros. Es muy cercana a Top Speed, pues en realidad son muy similares. Aparte de sus habilidades mágicas Ripple es una combatiente bastante capaz utilizando toda clase de movimientos acrobáticos para subyugar a su oponente. En el enfrentamiento contra Swim Swim, Ripple perdió su brazo y ojo izquierdo; sin embargo, logra sobrevivir al Proyecto, destruye a Fav por burlarse la muerte de Top Speed, volviéndose amiga de Snow White y la ayuda a entrenar para ser más fuerte.
Pfle / Kanoe Hitokōji (プフレ / 人小路庚江 Pufure / Hitokouji Kanoe)
Líder de su familia y dueña de su fortuna, Kanoe es una chica muy inteligente y persistente. Pfle anda en una silla de ruedas; sin embargo, es capaz de caminar normalmente. En uno de los Proyectos de Cranberry, manipuló a 98 Chicas Mágicas para que se mataran entre sí para salvarse a sí misma y a Shadow Gale. Es la líder de Equipo Pfle y su habilidad le permite moverse en silla de ruedas a velocidades supersónicas, y después de que la silla de ruedas fue mejorada por Shadow Gale, puede viajar todavía más rápido y teniendo láseres y escudos agregados. Sobrevive a los eventos de restart.
Shadow Gale / Mamori Totoyama( シャドウゲール / 魚山護 Shadou Gēru / Totoyama Mamori)
Mamori es la sirviente personal de Pfle, su familia ha servido a la de Pfle por generaciones. Shadow Gale lleva un traje de enfermera negro con pequeñas alas en su espalda. Es una miembro del Equipo Pfle y su habilidad le permite mejorar cualquier máquina, no necesita saber cómo funciona la máquina para mejorarla, solo debe considerar el objeto como una máquina. Sobrevivió a los eventos de restart con ayuda de Pfle; sin embargo, a lo largo y después de restart, se comenzó a preocupar de que Pfle se esté convirtiendo poco a poco en una criminal y asesina.
Pythie Frederica / Yoshioka (ピティ・フレデリカ / 吉岡 Piti Furederika / Yoshioka)
Princesa Deluge / Nami Aoki (プリンセス・デリュージ / 青木 奈美 Purinsesu Deryūji / Aoki Nami)

### Arco Unmarked
Swim Swim / Ayana Sakanagi (スイムスイム / 坂凪 綾名 Suimu Suimu / Sakanagi Ayana)
Seiyū: Inori Minase
Sakanagi es una niña de primaria bastante madura para su edad. Es fría y calculadora, e increíblemente fuerte para combatir con otros hasta la muerte. En un principio, es una de las subordinadas de Ruler, admirándola como a una princesa, pero después de que Nemurin le dijera en sueños que cualquier niña puede ser una princesa, planea un motín en contra de Ruler para eliminarla y así quedar ella al cargo, aunque en realidad lo lamenta y a menudo se pregunta cómo haría las cosas Ruler. Al transformarse su aspecto, es el de una chica mayor, de cabello rosado y con audífonos grandes, su traje es parecido a un bañador. Su habilidad es transformarse y transformar todo en agua, pudiendo evitar ataques y atravesar cualquier cosa sin embargo es vulnerable a la luz y el sonido por lo que una fuerte ráfaga la aturdiría reingresando a la normalidad. Aparentemente es una sociópata que no distingue bien entre el bien y el mal, matando a otras Chicas Mágicas sin dudar o incluso sin sentir remordimiento alguno; sin embargo, parece haberse sentido un poco afectada por la muerte de Tama. Es la decimocuarta y última Chica Mágica en morir al ser asesinada por Ripple como venganza de Top Speed.
Tama / Tama Inubōzaki (たま / 犬吠埼 珠 Tama / Inubouzaki Tama)
Seiyū: Asuka Nishi
Tama es una chica bastante ingenua, débil de carácter y miedosa, se deja manipular fácilmente. En realidad, es una chica de preparatoria que no es muy inteligente, tampoco destaca en los deportes, por ello su familia no le es grata y se siente sola. Buscaba ser libre y ayudar a los demás siendo una Chica Mágica, pero su actitud sensible e insegura es un obstáculo. Es una de las subordinadas de Ruler. Al transformarse, tiene un traje con temática de cachorro, teniendo orejas, patas y cola de perro. Su habilidad es la de crear agujeros y túneles a gran velocidad sobre cualquier superficie. Esto al principio parece casi inútil, pero es efectivo para escapes, trampas y siendo mortal en seres humanos. Es la decimotercera Chica Mágica en morir al ser decapitada por Swim Swim.
La Música del Bosque, Cranberry (森の音楽家クラムベリー Mori no Ongakuka Kuramuberī)
Seiyū: Megumi Ogata
Cranberry tiene la apariencia de una persona tranquila y serena, que se la pasa tocando música, pero realmente es una sádica peleadora, dispuesta a exterminar a las otras puesto que cree que los únicos supervivientes son aquellos más fuertes. Su apariencia es la de una elfina del bosque, de orejas puntiagudas, de cabello corto color miel y con rosas en la cabeza y en su vestimenta.
Era miembro de otro grupo de Chicas Mágicas, y después de que todas fueran asesinadas por un demonio fuera de control, ella mató al demonio y se convirtió en la maestra de Fav. Confabuló con Fav para hacer que la selección y entrenamiento de Chicas Mágicas fuera una competencia de supervivencia cuando en realidad no era así en un principio, solo para luchar con oponentes fuertes.
Es una Chica Mágica muy poderosa, su habilidad es controlar el sonido a voluntad, lo cual le sirve para engañar a sus oponentes. Igualmente, tiene un sentido del oído muy desarrollado, pudiendo escuchar los latidos del corazón de sus presas, además de poder realizar ataques muy destructivos de ondas de sonido. Es la decimosegunda Chica Mágica en morir, al ser fácilmente asesinada por Tama y su habilidad.
En restart, se revela que antes de los eventos de Unmarked, participó en varios Proyectos realizados por ella misma y por Fav, de los cuales solo se conocen 16 sobrevivientes; sin embargo, a todas ellas se les borraría la memoria para que no revelaran la verdadera naturaleza de los planes de Fav y Cranberry; este grupo de sobrevivientes de los Proyectos de Cranberry sería elegido para participar en el Proyecto de Keek. Además, fue la mentora de Melville.
Minael / Mina Amasato (ミナエル / 天里 美奈 Minaeru / Amasato Mina)
Seiyū: Risae Matsuda
Mina es una chica universitaria y la gemela idéntica mayor de Yuna, juntas forman a las Peaky Angels. Es una chica que actúa y luce idéntica a su hermana, ellas están siempre juntas. Es egocéntrica, parlanchina y busca llamar la atención al igual que su hermana Yuna. Al transformarse es una pequeña ángel de una sola ala, aunque aun así puede volar con normalidad. Tiene la habilidad de transformarse en cualquier objeto inanimado, es débil sin embargo puede ser muy útil en combinación con su grupo para realizar ataques por sorpresa o obtener información del oponente. Es la décima primera Chica Mágica en morir, cuando es atravesada en el corazón por Cranberry.
Hardgore Alice / Ako Hatoda ( ハードゴア・アリス / 鳩田 亜子 Haadogoa Arisu / Hatoda Ako)
Seiyū: Rina Hidaka
Ako es una chica de secundaria que vive con sus tíos, pues su padre esta en prisión y su madre aparentemente fue asesinada por su padre. Es solitaria y retraída, tratando de aferrarse la vida. Le encantan los conejos de peluche y, al parecer, también el cuento de Alicia en el País de la Maravillas, pues su transformación, Hardgore Alice, es una versión oscura de la personaje; llevando un vestido negro, tiene el pelo largo y ojeras. Siempre carga consigo su conejo de peluche. Su habilidad es la de recuperarse de cualquier herida, siendo la más resistente de todas en combate y, como señaló Fav, es prácticamente invencible, ya que incluso destrozada totalmente se puede regenerar del todo. Su única debilidad es el ser descubierta al transformarse, lo cual le quitaría sus poderes instantáneamente. Admira mucho a Snow White, pues ésta la ayudó en cierto momento, siendo así su inspiración como Chica Mágica. Es la décima Chica Mágica en morir, al ser descubierta por Swim Swim, quien la asesina sin estar transformada. Murió en brazos de Snow White pero pudo darle el objeto mágico Pata de Conejo que le sirvió cuando confrontó a Fav.
Sister Nana / Nana Habutae (シスターナナ / 羽二重 奈々 Shisutaa Nana / Habutae Nana)
Seiyū: Saori Hayami
Nana es una mujer amable, cariñosa y sensible, busca ayudar a todas y mantenerlas unidas. Sin embargo, es muy ingenua y no entiende que las demás chicas mágicas estén dispuestas a matar por sobrevivir a pesar de sus buenas intenciones. Es pareja de Ashū, según parece desde la secundaria, viven juntas y son muy unidas. Su transformación lleva un traje parecido al de una monja, pero usando un corsé. Su habilidad es aumentar las habilidades y poderes de las personas a las que quiere, siendo Weiss Winterprison la que se ve beneficiada a la hora de combate. Tras la muerte de Ashū, entra en depresión y finalmente se suicida, convirtiéndose en la novena Chica Mágica en morir.
Top Speed / Tsubame Murota (トップスピード / 室田 つばめ Toppu Supiido / Murota Tsubame)
Seiyū: Yumi Uchiyama
Murota es una mujer embarazada de 19 años que abandonó los estudios y se casó a temprana edad. Es alegre y radiante, siempre intentando animar a las demás, sobre todo a Ripple, de la cual se hace colega y gran amiga. No le gustan los conflictos, pero sabe que, si estos no se solucionan de buena forma, hay que confrontarlos. Al transformarse en Top Speed, su cabello se vuelve anaranjado, largo y peinado en dos grandes trenzas, su vestimenta es como la de una bruja, con sombrero y capa. Su habilidad consiste en controlar una escoba voladora, que puede ir a grandes velocidades y cargar bastante peso, por lo que es la más veloz de todas las Chicas Mágicas,. Cuando utiliza su habilidad para fines ofensivos, su escoba se transforma en una especie de moto voladora con un poder ofensivo bastante considerable pero solo puede atacar de frente. Es la octava Chica Mágica en morir después de ser apuñalada por Swim Swim en un ataque sorpresa.
Calamity Mary / Naoko Yamamoto (カラミティ・メアリ / 山本 奈緒子 Karamiti Meari / Yamamoto Naoko)
Seiyū: Kikuko Inoue
Naoko es una mujer abandonada por su familia por ser una alcohólica y agredir a su hija, descarga su ira con violencia y, al ser una Chica Mágica, sólo piensa en hacer lo que plazca, cometiendo crímenes y actuando como una forajida. Su transformación es en una sensual mujer de cabellera rubia, con apariencia de vaquera pistolera. Su habilidad es mejorar cualquier arma que posea, haciéndola más resistente o de mayor poder destructivo. Es la séptima Chica Mágica en morir después de ser golpeada en la cabeza por un shuriken de Ripple.
Weiss Winterprison / Shizuka Ashū (ヴェス・ウィンタープリズン / 亜柊 雫 Vesu Wintaapurizun / Shizuka Ashuu)
Seiyū: Yū Kobayashi
Fría y calculadora, es inteligente. Ashū es la compañera de Sister Nana y su pareja en la vida real. Vive con Nana y la quiere mucho, es la que la protege y es más objetiva, por lo que es precavida y está alerta ante las amenazas. Se convierte en una Chica Mágica gracias a Nana, que pidió ayuda a Magicaloid 44, utilizando un artefacto mágico. Cuando se transforma, Weiss Winterprison tiene el cabello rojizo, y usa un saco largo con un cinturón atravesado por el pecho y una bufanda larga gris, parecida a una que Nana le regaló en su juventud. Su habilidad es poder crear muros de la nada, cualquier lugar es muy efectivo en la defensa, pero también para alterar el campo y dispersar a sus objetivos o atacar por sorpresa. Al igual que le sucede a Sister Nana, sus habilidades físicas crecen mucho. Es la sexta Chica Mágica en morir por pérdida de sangre, a raíz de un ataque de las Peaky Angels y Swim Swim.
Yunael / Yuna Amasato (ユナエル / 天里 優奈 Yunaeru / Amasato Yuna)
Seiyū: Satsumi Matsuda
Yuna es una chica universitaria y la gemela idéntica menor de Mina, juntas forman a las Peaky Angels. Es una chica que actúa y luce idéntica a su hermana, ellas están siempre juntas. Es egocéntrica, parlanchina y busca llamar la atención al igual que su hermana Mina. Al transformarse es una pequeña ángel de una sola ala, aunque aun así puede volar con normalidad. Tiene la habilidad de transformarse en cualquier ser viviente, ya sea una persona o un animal. Al igual que su hermana, no era muy fuerte, pero puede trabajar muy bien en equipo. Es la quinta Chica Mágica en morir al ser asesinada por Weiss Winterprison.
Magicaloid 44 / Makoto Andō (マジカロイド44 / 安藤 真琴 Mjikaroido Fōtīfō / Makoto Andou)
Seiyū: Satomi Arai
Makoto es una chica independiente, que se vale por sí misma. Trabaja medio tiempo en una tienda y casi nunca va a la escuela. No estaba interesada en ser una Chica Mágica, y de hecho, su transformación fue un error, pues el celular en el que jugaba ni siquiera era suyo. En todo caso, no le desagrada tener habilidades de Chica Mágica. Su transformación es una "Chica Mágica del siglo XXII" teniendo una armadura que le da apariencia robótica, además de poder volar, su habilidad es el utilizar un artefacto del futuro cada día, pero esto no es tan beneficio, pues estos artefactos son completamente aleatorios, pudiendo ser inútiles en algunos casos, y no pueden utilizarse por más de 24 horas. Se une a Calamity Mary para beneficiarse y estafa a Sister Nana en cierta ocasión, dándole sus artefactos para que pudiera hacer que su pareja se vuelva una Chica Mágica. Es la cuarta Chica Mágica que muere, siendo asesinada por Hardgore Alice cuando intentó matar a Snow White.
La Pucelle / Sōta Kishibe (ラ・ピュセル / 岸辺 颯太 Ra Pyusheru / Kishibe Souta)
Seiyū: Ayane Sakura
Sōta es en realidad un chico, amigo de la infancia de Koyuki, pues compartían su gusto por las Chicas Mágicas. Aunque sabe que las Chicas Mágicas son generalmente para niñas, lo mantiene como un gusto secreto. Le gusta el deporte, en especial el football, y quiere mucho a Koyuki, intentando protegerla lo máximo posible e incluso desarrollando sentimientos amorosos por ella. Al transformarse el La Pucelle, según él, se convierte completamente en mujer, usa una armadura femenina, como un caballero y tiene una espada. Su habilidad es hacer esta espada tan grande como lo desee. Es muy bueno peleando, y aunque es un chico, cumple con los estándares de ser una Chica Mágica, que busca proteger a todos de las malas personas. Él es la tercera Chica Mágica en morir después de ser asesinado por Cranberry.
Ruler / Sanae Mokuō (ルーラ / 木王 早苗 Ruura / Mokuou Sanae)
Seiyū: Yōko Hikasa
Sanae es una mujer enojada y amargada con un complejo de superioridad enorme, parte de la élite, cree que todos son unos idiotas y deberían estar bajo su control a pesar de ser una simple empleada de una oficina trabajando para otros a quienes considera idiotas por no valorarla. Tiene una actitud condescendiente, de superioridad absoluta, e incluso llega a abusar psicológica y emocionalmente de sus compañeras, forma un grupo de subordinadas para su beneficio: Swim Swim, Tama y las Peaky Angels. Ambiciosa y de mal carácter, hace planes para verse beneficiada en el juego, pero también intenta que su equipo sea fuerte. Al transformarse en Ruler, su cabello se vuelve púrpura, usa un traje de princesa, con corona y un báculo, este le da su habilidad de dar a cualquiera una orden y la cumpla, pero solo si esta en un radio de cinco metros a la redonda y se mantiene en la misma posición. Es la segunda Chica Mágica que muere después de ser traicionada por Swim Swim y de posicionarse última en la segunda clasificación.
Nemurin / Nemu Sanjō (ねむりん / 三条 合歓 Nemurin / Sanjou Nemu)
Seiyū: Yumiri Hanamori
Nemu es una chica perezosa, amistosa y amable, que no estudia ni trabaja y se la pasa todo el tiempo en casa. A pesar de esto, es muy buena hablando con los demás, le gusta subirles la moral y dar consejo. Su transformación, Nemurin, es una pequeña chica de cabello largo color amarillo pastel, con nubes que tienen pequeños rostros saliendo de sus coletas, y viste una pijama amarilla con estampados, y siempre carga una almohada; su actitud se muestra somnolienta y su voz se hace más infantil también. Su habilidad es entrar en los sueños de las personas para así ayudarlas a no tener pesadillas, pero esto no le beneficia mucho, pues los Magical Candies que obtiene en sueños no sirven el la vida real. En su última visita a un sueño, entra a un sueño de Swim Swim, y nota que quiere ser una princesa, la convence de que puede lograrlo. Es la primera Chica Mágica en morir después de posicionarse última en la primera clasificación.
Fav (ファヴ Favu)
Seiyū: Kurumi Mamiya
Fav es la mascota anfitriona del juego Proyecto de Crianza de Chicas Mágicas, donde se encarga de guiar a los usuarios y enseñarles. Él está encargado de buscar, además, a posibles Chicas Mágicas según las aptitudes de estas. Su apariencia es la de una pequeña esfera bicolor, con una cola que siempre está moviéndose; tiene una voz aguda y siempre termina cada frase u oración con "pon". Él conspiró con Cranberry para que la selección de Chicas Mágicas terminara siendo una competencia de supervivencia entregando informes falsos al mundo mágico para encubrir sus acciones debido a que consideraba el anterior sistema de selección aburrido. Es sádico, cruel e inmoral, no parece importándole si las Chicas Mágicas son asesinadas una por una hasta burlándose de las que consideraba inútiles. Después de la muerte de Cranberry, Swin Swin terminó siendo su nueva maestra, pero Fav no estaba conforme con ella, por lo que planeó que ella y Ripple se asesinaran mutuamente para que Snow White fuera su nueva maestra, ya que creía poder controlarla sin embargo Snow White se negó a ser su maestra queriendo destruirlo por la muerte de las chicas mágicas. Fav fue detenido por Ripple, quien destruyó su interfaz.

### Arco restart
Clantail / Nene Ono (クランテイル / 尾野寧々 Kuranteiru / Ono Nene)
Nene es una tímida estudiante de escuela media que tiene problemas en hacer amigos, con sus únicos amigos siendo animales. En tanto que líder del Equipo Clantail, se parece a un centauro y su habilidad le permite convertir la parte inferior de su cuerpo en la de cualquier animal, con tal de que conozca la especie. Sobrevive a los eventos de restart y después de estos decide comenzar a hacer amigos humanos.
Nokko-chan / Noriko Nonohara (のっこちゃん / 野々原紀子 Nokko-chan / Nonohara Noriko)
Noriko es una niña tímida de 10 años que se convirtió en Chica Mágica cuando tenía 4. Nokko-chan, lleva un traje de sirvienta, con un gorro y orejas de gato. Es miembro del Equipo Daisy y su habilidad le permite manipular las emociones de las personas que hay a su alrededor, además de utilizar una escoba mágica como arma. Tomó el rol del Rey Demonio durante el Proyecto de Keek, teniendo la misión de matar a las otras chicas mientras ellas trataban de matar al supuesto Rey Demonio; hizo esto debido a que su madre está hospitalizada y necesita el dinero que Keek le pagará para pagar el tratamiento de su madre. Es la decimotercera y última Chica Mágica que muere, cuando se suicida arrepentida por sus acciones.
Melville / Mashiro Kuji (メルヴィル / 久慈真白 Meruvuiru / Kuji Mashiro)
Mashiro habla con un fuerte acento, lo que hace difícil el entenderla. Melville tiene un traje decorado con flores y apariencia de elfina, muy similar a Cranberry. Es miembro del Equipo Bell y su habilidad le permite cambiar los colores, usándola principalmente para camuflarse, haciéndose invisible para todas menos para Lapis Lazuline II, además de poseer un arpón mágico. Es la aprendiz de Cranberry, quien decía seguir el mismo camino de su maestra, habiendo matado a la mayoría de las Chicas Mágicas del Proyecto. Es la decimosegunda Chica Mágica en morir, al ser cortada a la mitad por Clantail después de haber recibido una gran cantidad de ataques por parte de Lapis Lazuline II.
Lapis Lazuline II / Blue Comet (二代目ラピス・ラズリーヌ / ブルー・コメット Nidaime Rapisu Razurīnu / Burū Kometto)
Es una infantil y entusiasta estudiante de secundaria. Lapis Lazuline II lleva un vestido azul con una capa hecha de piel de tigre y una cola de tigre. Es miembro del Equipo Bell y su habilidad le permite teletransportarse a la ubicación de un set de gemas que posee, sin importar dónde o que tan distribuidas estén las gemas. Es la segunda Chica Mágica en emplear el nombre Lapis Lazuline, habiéndolo heredado de su mentora Lapis Lazuline I, ya que su verdadero nombre de Chica Mágica es Blue Comet. Es la decimoprimera Chica Mágica en morir al ser atravesada por una flecha en el pecho durante su combate con Melville.
Pechika / Chika Tatehara (ペチカ / 建原智香 Pechika / Tatehara Chika)
Chika es una muy tímida estudiante de escuela media a la cual le falta confianza. Pechika tiene un uniforme parecido al de un chef, y trata de usar su estatus de Chica Mágica para aumentar su confianza, sin embargo, esta confianza fue destruida cuando se comparó a sí misma con sus increíbles compañeras de equipo, mas a lo largo de restart, su confianza lentamente aumenta. Es miembro del Equipo Clantail, siendo su cocinera ya que es incapaz de pelear al nivel de las otras debido a su habilidad, la cual le permite convertir cualquier cosa que toque con sus manos en comida en un plazo de 5 minutos, mas con el paso del tiempo comienza a disfrutar de las peleas. Es la décima Chica Mágica que muere, siendo atravesada por una flecha de Melville mientras protegía a Clantail.
Rionetta / Rio Kujō (リオネッタ / 九条李緒 Rionetta / Kujou Rio)
Rio es una sarcástica chica de lengua picante. Rionetta tiene la forma de un muñeco viviente, y desea el premio en efectivo por ganar el Proyecto de Keek para pagar la deuda de su padre con la mafia. Es miembro del Equipo Clantail y su habilidad le permite manipular muñecos, incluyendo cualquier cosa con forma humanoide, como un juguete o un cadáver. Se alió con Melville y usó el cadáver de Yumenoshima Genopsycho para tratar de matar a @NyanNyan. Es la novena Chica Mágica en morir, siendo asesinada por Melville tras rebelarse contra ella, al ser incapaz de traicionar al Equipo Clantail.
Detick Bell / Shinobu Hioka (ディティック・ベル / 氷岡忍 Ditikku Beru / Hioka Shinobu)
Shinobu es una adulta joven que desde niña quiso ser detective. Trabaja para una compañía de detectives privados, a pesar de no hacer mucho más que trabajos básicos. Detick Bell tiene un traje de detective, y actuando como tal, trata de descubrir al responsable que hay detrás de las muertes de varias Chicas Mágicas a lo largo de restart. En tanto que líder del Equipo Bell, tiene la habilidad de darle caras a los edificios y traerlos a la vida con un beso, aunque es una habilidad muy útil en su trabajo como detective en la vida real, los edificios del Mundo Cibernético no le hablaran, ya que no quieren revelar los planes de Keek. Es la octava Chica Mágica que muere, al ser asesinada por Melville tras descubrir que ella era la asesina, sin embargo, ella dejó información muy importante para mostrarles a las otras chicas la verdadera identidad de Melville.
Miyokata Nonako / Anna Sarizae (御世方那子 / アンナ・サリザエ Miyokata Nonako / Anna Sarizae)
Anna es una chica que se mudó de Europa (probablemente Inglaterra, ya que su lengua nativa es el inglés) a Japón y tiene problemas con el idioma. Miyokata Nonako se viste como una Miko y constantemente discute con Rionetta, la cual no puede aguantar su voz fuerte y mal japonés. Es miembro del Equipo Clantail y su habilidad le permite hacerse amiga y domar a cualquier animal, aunque solo puede hacerlo con uno a la vez. Cuando su discusión con Rionetta llegó a su punto álgido, causó una batalla en la cual terminó siendo asesinada por un Demonio del Mundo Cibernético, convirtiéndose en la séptima Chica Mágica en morir.
@NyanNyan / Himari Tanahashi (＠娘々 / 棚橋陽 真理 @NyanNyan / Tanahashi Himari)
Himari es una persona que se preocupa profundamente por sus amigas. @NyanNyan viste el traje tradicional de un artista marcial chino y tiene la habilidad de sellar cosas dentro de pergaminos. Durante uno de los Proyectos de Cranberry, sus dos mejores amigas fueron asesinadas. Fue empujada por una colina por Yumenoshima Genopsycho, la cual se creía muerte, y fue quemada por el Rey Dragón del Mundo Cibernético, convirtiéndose en la sexta Chica Mágica en morir. Luego se revela que la persona que la empujó no fue Yumenoshima Genopsycho, sino Rionetta, quien estaba manipulando el cadáver de Yumenoshima Genopsycho con su magia.
Cherna Mouse / Tama-chan (チェルナー・マウス / タマちゃん Cherunā Mausu / Tama-chan)
Tama-chan es el hámster mascota de Anna Sarizae. Cherna Mouse es una chica que viste un traje de hámster sobre un traje de baño y es una chica muy despistada a la cual no le gusta que se acerquen al territorio de caza de su equipo. Es miembro del Equipo Bell y tiene la habilidad de aumentar su tamaño sin límite conocido. Después de que todas fueran forzadas a comparar sus Magical Candies, alguien se metió con el sistema, convirtiéndola en la chica con menos Candies y la quinta Chica Mágica en morir.
Akane / Akane Fuwa (アカネ / 不破茜 Akane / Fuwa Akane)
Akane es una chica mentalmente inestable que ataca a cualquiera que se cruce en su camino. Toda su familia fue asesinada por Cranberry durante uno de sus Proyectos, y como resultado de ello, sufre de trastorno por estrés postraumático, y debido a que sus recuerdos del Proyecto fueron borrados, ella furiosamente busca por una "música", lo único que recuerda de Cranberry. Ella trabaja en solitario y su habilidad le permite cortar todo con su katana sin importar la distancia, siempre y cuando este objeto este en su campo de visión, y tampoco puede cortar objetos que estén detrás de otros. Es la cuarta Chica Mágica en morir, al ser aplastada por un edificio invocado por @NyanNyan de uno de sus pergaminos, después de que ella intento matar a las otras Chicas Mágicas.
Yumenoshima Genopsycho / Karin Sonoda (夢ノ島ジェノサイ子 / 園田かりん Yumenoshima Jenosaiko / Sonoda Karin)
Karin es una mangaka en la vida real. Siendo miembro del Equipo Daisy, Yumenoshima Genopsycho lleva una armadura, la cual es su habilidad, ya que ésta es completamente indestructible una vez que ella baje el visor de su casco, sin embargo, la misma Yumenoshima Genopsycho aun es propensa a los ataques. Es la tercera Chica Mágica que muere, al ser asesinada por Akane.
Masked Wonder / Mita Konomi (マスクド・ワンダー / 三田 好 Masukudo Wandā / Konomi Mita)
Mita es la prima de Nemu. Masked Wonder lleva un traje de superhéroe y es una autoproclamada héroe de la justicia. Entre los eventos de Unmarked y restart, fue entrenada por su prima en el Mundo de los Sueños. Es miembro del Equipo Pfle y su habilidad le permite manipular el peso de las personas. Es la segunda Chica Mágica que muere, después de ser golpeada en la cabeza con una roca de Melville.
Magical Daisy / Kiku Yakumo (マジカルデイジー / 八雲 菊 Majikaru Deijī / Yakumo Kiku)
Kiku es una estudiante que trata de encontrar tiempo para ser una Chica Mágica en su ocupado itinerario. Magical Daisy es una Chica Mágica famosa que solía tener su propia serie de anime y lleva un traje tradicional de Chica Mágica decorado con flores. Es la líder del Equipo Daisy y tiene la habilidad de disparar rayos mágicos de sus manos, a los cuales llama "Daisy Beam", siendo capaz de disparar rayos pequeños de sus dedos o uno grande de sus manos. Es la primera Chica Mágica que muere, después de que un esqueleto rojo del Mundo Cibernético reflejara su Daisy Beam hacia ella.
Fal (ファル Faru)
Una ciber-hada y mascota de Keek. Fal ayudó a Keek durante su Proyecto, sin embargo, Fal odiaba a Keek, con su relación lentamente empeorando mientras más chicas morían. Al final de restart, él se vuelve la mascota de Snow White.
Keek (キーク Kīku)
Keek fue la que abdujo a las Chicas Mágicas sobrevivientes de los Proyectos de Cranberry para crear su propio Proyecto. Está obsesionada con la idea de que las Chicas Mágicas deben ser puras e inocentes y odia a gente como Cranberry, quienes han malogrado esta imagen. Está obsesionada con Snow White, a la cual ve como la Chica Mágica ideal. Se viste como una científica loca y su habilidad le permite crear un Mundo Cibernético donde es todopoderosa y capaz de hacer todo lo que quiera realidad. Al final de restart, Snow White le revela que su mentora quien le enseñó todo lo que sabe, Pythie Frederica, apoyaba a Cranberry. Confrontada contra las fallas de la lógica, sufre un colapso mental.

### Arco limited
Mana (マナ Mana)
7753 / Kotori Nanaya (7753 (ななこさん) / 七谷小鳥 Nanako-san / Nanaya Kotori)
Tepsekemei (テプセケメイ Tepusekemei)
Pukin (プキン Pukin)
Kuru-Kuru Hime / Nozomi Himeno (繰々姫 / 姫野希 Kurukuru Hime / Himeno Nozomi)
Funny Trick / Kayo Nemura (ファニートリック / 根村佳代 Fanī Torikku / Nemura Kayo)
Wedin / Mine Musubiya (ウェディン / 結屋美祢 Wedin / Musubiya Mine)
Rain Pou / Kaori Ninotsugi (レイン・ポゥ / 三香織 Rein Pou / Ninotsugi Kaori)
Postarie / Tatsuko Sakaki (ポスタリィ / 酒己達子 Posutaryi / Sakaki Tatsuko)
Hana Gekokujō (下克上羽菜 Gekokujou Hana)
Maō Pam (魔王パム Maou Pamu)
Tot Pop / Jessica Praise (トットポップ / ジェシカ・プレイズ Totto Poppu / Jeshika Pureisu)
Sonia Bean (ソニア・ビーン Sonia Bīn)
Captain Grace / Umi Shibahara (キャプテン・グレース / 芝原海 Kyaputen Gurēsu / Shibahara Umi)
Toko (トコ Toko)

### Arco JOKERS
Marika Fukuroi / Mariko Fukuroi (袋井魔梨華 / 袋井真理子 Fukuroi Marika / Fukuroi Mariko)
Stuntchica (スタンチッカ Sutanchikka)
Grim Heart (グリムハート Gurimu Hāto)
Shufflin (シャッフリン Shaffurin)
Filuru (フィルルゥ Firuruu)
Prism Cherry / Sakura Kagami (プリズムチェリー / 加賀美桜 Purizumu Cherī / Kagami Sakura)
Styler Mimi (スタイラーミミ Sutairā Bibi)
Princess Tempest / Mei Higashiona (プリンセス・テンペスト / 東恩納鳴 Purinsesu Tenpesuto / Higashiona Mei)
Princess Inferno / Akari Hiyama (プリンセス・インフェルノ / 緋山朱里 Purinsesu Inferuno / Hiyama Akari)
Princess Quake / Chiko Saitō (プリンセス・クェイク / 茶藤千子 Purinsesu Kueiku / Saitou Chiko)
Kafuria / Kokoro Kimura (カフリア / 木村心 Kafuria / Kimura Kokoro)
Uttakatta (ウッタカッタ Uttakatta)
Umbrain / Mitsu Kasayama (アンブレン / 嵩山美津 Anburen / Kasayama Mitsu)
Lady Proud (レディ・プロウド Redi Puraudo)

## Medios de comunicación

### Novela ligera
El primer volumen de la novela ligera fue publicado el 8 de junio de 2012 por la editorial Takarajimasha bajo su imprenta Kono Light Novel ga Sugoi! Bunko. 13 volúmenes han sido publicados hasta julio de 2019.

#### Lista de volúmenes
| Núm. | Título | Capítulos | Fecha de publicación     | ISBN                   |
| ---- | --- | --- | ------------------------ | ---------------------- |
| 1    | Mahō Shōjo Ikusei Keikaku 魔法少女育成計画 Proyecto de Crianza de Chicas Mágicas                                                  | ¿Qué es el Proyecto de Crianza de Chicas Mágicas? Prólogo Capítulo 1: Negro y blanco Capítulo 2: La princesa en el castillo Capítulo 3: Caballero mágico Capítulo 4: La noche de las chicas mágicas Capítulo 5: Hasta nunca Capítulo 6: La chica mágica cañón Capítulo 7: El Secreto de Cranberry Capítulo 8: Cita con el Diablo Capítulo 9: Un hermoso caos Epílogo                                                                                                  | 8 de junio de 2012       | ISBN 978-4-7966-8039-4 |
| 1.5  | Tokubetsu Henshū-ban Mahō Shōjo Ikusei Keikaku 特別編集版魔法少女育成計画 Proyecto de Crianza de Chicas Mágicas: Edición Especial | ¿Qué es el Proyecto de Crianza de Chicas Mágicas? Prólogo Capítulo 1: Negro y Blanco Capítulo 2: La Princesa en el Castillo Capítulo 3: Caballero Mágico Capítulo 4: La Noche de las Chicas Mágicas Capítulo 5: Hasta Nunca Capítulo 6: La Chica Mágica Cañón Capítulo 7: El Secreto de Cranberry Capítulo 8: Cita con el Diablo Capítulo 9: Un Hermoso Caos Epílogo Proyecto de Crianza de Snow White Las Batallas de un Caballero Solitario La Comodidad de Nemurin | 30 de mayo de 2014       | ISBN 978-4-8002-2766-9 |
| 2    | Mahō Shōjo Ikusei Keikaku restart (Mae) 魔法少女育成計画 restart（前） Proyecto de Crianza de Chicas Mágicas: Reinicio (Parte 1)  | ¿Qué es el Proyecto de Crianza de Chicas Mágicas? Prólogo Capítulo 1. ¡Hola Daisy! Capítulo 2. Bon Appétite Capítulo 3. La Detective y el Homicidio Capítulo 4. Dulce Misterioso Capítulo 5. El Dragón y la Chica China | 9 de noviembre de 2012   | ISBN 978-4-8002-0182-9 |
| 3    | Mahō Shōjo Ikusei Keikaku restart (Ato) 魔法少女育成計画 restart（後） Proyecto de Crianza de Chicas Mágicas: Reinicio (Parte 2)  | ¿Qué es el Proyecto de Crianza de Chicas Mágicas? Capítulo 6. Negativo y Positivo Capítulo 7. El Sueño de Lazuline Capítulo 8. Ahora no hay Nada Capítulo 9. Todos Somos sus Niños Capítulo 10. Pechika en el Mundo Animal Capítulo 11. Aquellos a los que Dejamos Atrás Epílogo | 10 de diciembre de 2012  | ISBN 978-4-8002-0525-4 |
| 4    | Mahō Shōjo Ikusei Keikaku episodes 魔法少女育成計画 episodes Proyecto de Crianza de Chicas Mágicas: Episodios                     | La Aventura de Nemurin La Robot y la Monja ¡Producido por las Peaky Angels! Zombie Western ¡El Final de temporada de Magical Daisy! Navidad Cherna Un Sueño Maravilloso @NyanNyan en N-City Jugando con Top Speed Akane y su Amada Familia de Chicas Mágicas El Día Libre de un Caballero La Sirvienta y el Misterio Chica Mágica Ilegal Las Memorias de la Chica Mágica Azul Clantail y Amigas                                                                       | 10 de abril de 2013      | ISBN 978-4-8002-0934-4 |
| 5    | Mahō Shōjo Ikusei Keikaku limited (Mae) 魔法少女育成計画 limited（前） Proyecto de Crianza de Chicas Mágicas: Limitado (Parte 1)  | | 9 de noviembre de 2013   | ISBN 978-4-8002-1849-0 |
| 6    | Mahō Shōjo Ikusei Keikaku limited (Ato) 魔法少女育成計画 limited（後） Proyecto de Crianza de Chicas Mágicas: Limitado (Parte 2)  | | 9 de diciembre de 2013   | ISBN 978-4-8002-1852-0 |
| 7    | Mahō Shōjo Ikusei Keikaku JOKERS 魔法少女育成計画 JOKERS Proyecto de Crianza de Chicas Mágicas: Comodín                           | | 9 de agosto de 2014      | ISBN 978-4-8002-3070-6 |
| 8    | Mahō Shōjo Ikusei Keikaku ACES 魔法少女育成計画 ACES Proyecto de Crianza de Chicas Mágicas: As                                    | | 10 de septiembre de 2015 | ISBN 978-4-8002-4586-1 |
| 9    | Mahō Shōjo Ikusei Keikaku episodesφ 魔法少女育成計画 episodesφ Proyecto de Crianza de Chicas Mágicas: Episodios F                 | | 9 de abril de 2016       | ISBN 978-4-8002-5443-6 |
| 10   | Mahō Shōjo Ikusei Keikaku Peaceful Days 魔法少女育成計画 16人の日常 Proyecto de Crianza de Chicas Mágicas: Días de Paz            | | 15 de octubre de 2016    | ISBN 978-4-8002-6369-8 |
| 11   | Mahō Shōjo Ikusei Keikaku QUEENS 魔法少女育成計画 QUEENS Proyecto de Crianza de Chicas Mágicas: Reinas                            | | 10 de diciembre de 2016  | ISBN 978-4-8002-6217-2 |
| 12   | Mahō Shōjo Ikusei Keikaku episodes Δ 魔法少女育成計画 episodes Δ Proyecto de Crianza de Chicas Mágicas: EpisodiosΔ                | | 10 de junio de 2019      | ISBN 978-4-8002-9571-2 |

### Manga

#### Mahō Shōjo Ikusei Keikaku
Una adaptación a manga con arte de Pochi Edoya fue serializada en la revista Monthly Comp Ace de Kadokawa Shoten entre el 26 de septiembre de 2014 y el 26 de octubre de 2015.

##### Volúmenes
| Núm. | Fecha de publicación | ISBN                   |
| ---- | -------------------- | ---------------------- |
| 1    | 26 de junio de 2015  | ISBN 978-4-04-103140-7 |
| 2    | 26 de marzo de 2016  | ISBN 978-4-04-103867-3 |

#### Mahō Shōjo Ikusei Keikaku restart
Una secuela del manga, adaptando el arco restart, empezó a ser serializada en la edición de junio de 2016 de Monthly Comp Ace siendo ilustrada por Senbei Nori.

##### Volúmenes
| Núm. | Fecha de publicación     | ISBN                   |
| ---- | ------------------------ | ---------------------- |
| 1    | 30 de septiembre de 2016 | ISBN 978-4-04-104791-0 |

#### Mahō Shōjo Ikusei Keikaku F2P
Un manga spin-off ilustrado por Ryota Yuzuki comenzó a publicarse en Kono Manga ga Sugoi! WEB el 29 de agosto de 2016. Este manga presenta una historia original del autor.

##### Volúmenes
| Núm. | Fecha de publicación  | ISBN                   |
| ---- | --------------------- | ---------------------- |
| 1    | 22 de octubre de 2016 | ISBN 978-4-8002-6271-4 |
| 2    | 23 de marzo de 2017   | ISBN 978-4-80-026632-3 |

### Anime
Una adaptación a anime corrió a cargo del estudio de animación Lerche y fue emitida desde el 1 de octubre hasta el 17 de diciembre de 2016, siendo transmitida simultáneamente por Crunchyroll. Tiene ilustraciones originales realizadas por Maruino; fue dirigida por Hiroyuki Hashimoto y el guion fue realizado por Takao Yoshioka. El opening es Sakebe (叫べ, lit. Grita) y fue interpretado por Manami Numakura y el ending es DREAMCATCHER, siendo interpretado por Nano.
El 29 de enero de 2023 se anunció una adaptación a anime del arco restart bajo la dirección de Hiroyuki Hashimoto. Más tarde se reveló que sería una segunda temporada de televisión.

#### Lista de episodios
| Núm. | Título | Adaptado de                                                                                        | Fecha de emisión        | Ref.   |
| ---- | --- | -------------------------------------------------------------------------------------------------- | ----------------------- | ------ |
| 1    | "¡Bienvenida a un mundo de sueños y magia!" "Yume to Mahō no Sekai e Yōkoso!" (夢と魔法の世界へようこそ！) | Volumen 1 (Capítulo 1)                                                                             | 1 de octubre de 2016    | [ 26 ] |
| 2    | "¡Reúne Magical Candies!" "Majikaru Kyandī o Atsumeyou!" (マジカルキャンディーを集めよう!)                 | Volumen 1 (Capítulo 1) Volumen 4 ("La aventura de Nemurin")                                        | 8 de octubre de 2016    | [ 27 ] |
| 3    | "¡Aviso de actualización!" "Bājon Appu no Oshirase!" (バージョンアップのお知らせ！)                        | Volumen 1 (Capítulos 1 y 2) Volumen 4 ("Jugando con Top Speed") ("Producido por las Peaky Angels") | 15 de octubre de 2016   | [ 28 ] |
| 4    | "¡Agrega más amigos!" "Furendo o Fuyasō!" (フレンドを増やそう!)                                            | Volumen 1 (Capítulo 2)                                                                             | 22 de octubre de 2016   | [ 29 ] |
| 5    | "¡Nuevo personaje!" "Shin Kyara o Tsuikashimashita!" (新キャラを追加しました!)                             | Volumen 1 (Capítulo 3) Volumen 4 ("La robot y la monja")                                           | 29 de octubre de 2016   | [ 30 ] |
| 6    | "¡Consigue los objetos súper raros!" "Geki Reāitemu o Getto shiyou!" (激レアアイテムをゲットしよう！)      | Volumen 1 (Capítulo 4)                                                                             | 5 de noviembre de 2016  | [ 31 ] |
| 7    | "¡Aumenta tu amistad!" "Shinmitsudo o Ageyō!" (親密度を上げるよう!)                                        | Volumen 1 (Capítulo 5) Volumen 4 ("Zombie Western")                                                | 12 de noviembre de 2016 | [ 32 ] |
| 8    | "¡Evento repentino en sesión!" "Gerira Ibento Hassei-chū!" (ゲリライベント発生中!)                         | Volumen 1 (Capítulo 6) Volumen 4 ("Jugando con Top Speed")                                         | 19 de noviembre de 2016 | [ 33 ] |
| 9    | "Aviso de nuevas reglas" "Rūru Henkō no Oshirase" (ルール変更のお知らせ)                                   | Volumen 1 (Capítulo 6)                                                                             | 26 de noviembre de 2016 | [ 34 ] |
| 10   | "¡Aumenta la probabilidad de batalla repentina!" "Ran'nyū Batoru Kakuhen-chū!" (乱入バトル確変中!)         | Volumen 1 (Capítulo 7)                                                                             | 3 de diciembre de 2016  | [ 35 ] |
| 11   | "Servidor caído por mantenimiento" "Sābā Mentenansu Chū desu" (サーバーメンテナンス中です)                 | Volumen 1 (Capítulo 8)                                                                             | 10 de diciembre de 2016 | [ 36 ] |
| 12   | "File not found" (File not found)                                                                          | Volumen 1 (Capítulo 9 y epílogo)                                                                   | 17 de diciembre de 2016 | [ 37 ] |

#### BD / DVD
| Núm. | Fecha de publicación    | Episodios | Número de pieza | Número de pieza |
| Núm. | Fecha de publicación    | Episodios | BD              | DVD             |
| ---- | ----------------------- | --------- | --------------- | --------------- |
| 1    | 21 de diciembre de 2016 | 1 - 3     | VTZF-81         | VTZF-85         |
| 2    | 25 de enero de 2017     | 4 - 6     | VTZF-82         | VTZF-86         |
| 3    | 22 de febrero de 2017   | 7 - 9     | VTZF-83         | VTZF-87         |
| 4    | 22 de marzo de 2017     | 10 - 12   | VTZF-84         | VTZF-88         |

##### CD Drama
CD dramas incluidos en los volúmenes Blu-ray / DVD.
| Núm. | Título | Adaptado de | Fecha de publicación    |
| ---- | --- | ----------- | ----------------------- |
| 1    | "Las Batallas de un Caballero Solitario" "On'na Kishi no Kodokuna Tatakai" (女騎士の孤独な戦い)           | Volumen 10  | 21 de diciembre de 2016 |
| 2    | "Proyecto de Crianza de Chicas Mágicas: ¡El Anime!" "Anime-ka no Jōken" (アニメ化の条件)                  | Volumen 10  | 25 de enero de 2017     |
| 3    | "La Velocidad Máxima de Top Speed" "Toppu Supīdo Obu Toppu Supīdo" (トップスピード・オブ・トップスピード) | Volumen 10  | 22 de febrero de 2017   |
| 4    | "GUNS OR ROSES?" (GUNS OR ROSES?)                                                                         | Volumen 10  | 22 de marzo de 2017     |

#### Anime Web
Una serie de anime web publicada en la página oficial del anime. Muestras historias centradas en Nemurin.

##### Lista de episodios
| Núm. | Título                                                         | Fecha de emisión        |
| ---- | -------------------------------------------------------------- | ----------------------- |
| 1    | "Nemurin Christmas" "Nemurin Kurisumasu" (ねむりんクリスマス)  | 23 de diciembre de 2016 |
| 2    | "Año nuevo de Nemurin" "Nemurin Oshōgatsu" (ねむりんお正月)    | 31 de diciembre de 2016 |
| 3    | "Nemurin Valentine" "Nemurin Barentain" (ねむりんバレンタイン) | 13 de febrero de 2017   |